# Station Colne
Colne is een spoorwegstation van National Rail in Colne, Pendle in Engeland. Het station is eigendom van Network Rail en wordt beheerd door Northern Rail.